# Jared French
Jared Blanford French (Ossining, 4 febbraio 1905 – Roma, 8 gennaio 1988) è stato un pittore e fotografo statunitense.

## Biografia
Nato ad Ossing, Jared French studiò arte all'Amherst College, laureandosi nel 1925. Dopo la laurea conobbe Paul Cadmus, di cui fu amico e amante per quasi tutta la vita; mentre i due artisti si perfezionavano all'Art Students League of New York, French conobbe Luigi Lucioni, che nel 1930 lo immortalò nel ritratto Jared French, esposto al Metropolitan Museum of Art dal 1994.
Durante gli anni trenta e quaranta French dipinse murali per la Works Progress Administration, creando lavori ispirati alla statuaria greca. La psicologia junghiana fu una delle maggiori influenze sulla sua opera, particolarmente interessata a una rappresentazione onirica dell'inconscio collettivo. Insieme a George Tooker e Paul Cadmus fu tra i maggiori esponenti del realismo magico statunitense.
Nel 1937 sposò l'artistica Margaret Hoening, di quindici anni più matura. Tra il 1937 e il 1945, French, Hoening e Cadmus trascorsero l'estate a Fire Island, formando il trio artistico noto come PaJaMa (dalle iniziali dei tre nomi). I tre si occuparono prevalentemente di fotografia, posando e scattando ritratti a tinte omoerotiche.